# S1NGLE (stripreeks)
S1NGLE is een Nederlandse stripreeks van Peter de Wit en Hanco Kolk, die sinds 2001 bestaat. De stripreeks gaat over drie vriendinnen die samen in een ziekenhuis werken. Sinds 2013 wordt het drietal vergezeld door een vierde figuur, Floor, wier naam door lezers werd gekozen. De strip verschijnt in verschillende kranten.
Naar aanleiding van de strip is er ook een televisieserie gemaakt met Bracha van Doesburgh, Eva Van Der Gucht en Katja Schuurman.

## Personages
- Fatima
- Nienke
- Stella
- Floor
- Dokter van Swieten
- Dokter Bernard

## Publicatie

### Buitenreeks
1. Mam, met mij (Uitgeverij De Harmonie, 2008)
2. Handjes thuis, dokter Van Swieten! (Uitgeverij De Harmonie, 2010)
3. S1ngle - Laank leve Martini toren (Groningstalige uitgave, 2017)